# Корония
Корония (греч. Λίμνη Κορώνεια, Айос-Василиос, Λίμνη Αγίου Βασιλείου, Лангада, Λίμνη Λαγκαδά) — озеро на севере Греции, в периферийной единице Салоники в периферии Центральная Македония, юго-восточнее города Лангадас и северо-восточнее города Салоники, восточнее озера Волви, в который имеет сток. Вытекающая река называется Дервени (Δερβένι).
Корония — одно из крупнейших озёр Эгейской Македонии, площадь зеркала — 42,823 км², глубина — до 5 м. В 1970-х годах площадь водосбора была около 450 км². Высота над уровнем моря — 75 м.
Озеро со временем становится мельче и заиливается, в 2008 году оно практически пересохло.
Около миллиона лет назад Корония с окружающей территорией, включая соседнее озеро Волви, составляли большое единое озеро.
С 1975 года водно-болотные угодья относятся к имеющим международное значение главным образом в качестве местообитаний водоплавающих птиц согласно Рамсарской конвенции. Озера Корония и Волви входят в природоохранную сеть «Натура 2000».
По южному берегу озера проходит автострада Эгнатия.